# Nati nel 1966/Novembre
| Questa pagina contiene informazioni ricavate automaticamente dalle voci biografiche con l'ausilio del template Bio e di un bot. L'aggiornamento è periodico e automatico e ricostruisce completamente la pagina. Se manca una persona in questa lista, sei pregato di non aggiungerla, ma accertati piuttosto che la sua voce biografica contenga il template Bio e che i dati anagrafici siano correttamente compilati. Se il template Bio manca, inseriscilo tu stesso o, in alternativa, metti l'avviso {{tmp\|Bio}} che ne segnala la mancanza. Se i dati riportati sono sbagliati, correggi direttamente la voce biografica; le modifiche saranno visibili in questa lista entro pochi giorni. Per chiarimenti vedi il progetto biografie. La lista contiene solo le 271 persone che sono citate nell'enciclopedia e per le quali è stato implementato correttamente il template Bio. Pagina aggiornata al 10 ago 2025. |

- 1º novembre - Fabrizio Bontempi, ex ciclista su strada e dirigente sportivo italiano
- 1º novembre - Dania Cañizares, ex cestista cubana
- 1º novembre - Héctor De Marco, ex rugbista a 15, allenatore di rugby a 15 e ingegnere argentino
- 1º novembre - Danny Everett, ex velocista statunitense
- 1º novembre - Rami Hadar, allenatore di pallacanestro israeliano
- 1º novembre - Jeremy Hunt, politico britannico
- 1º novembre - Ingo Steuer, ex pattinatore artistico su ghiaccio tedesco
- 2 novembre - Bernd Dreher, allenatore di calcio e ex calciatore tedesco
- 2 novembre - Sean Kanan, attore statunitense
- 2 novembre - Nicki, cantante e conduttrice televisiva tedesca
- 2 novembre - David Schwimmer, attore, regista e produttore cinematografico statunitense
- 2 novembre - Dubravko Šimenc, ex pallanuotista croato
- 3 novembre - Caroline Beil, attrice e conduttrice televisiva tedesca
- 3 novembre - Pasquale Buonarota, attore e regista teatrale italiano
- 3 novembre - Nikos Charalampous, ex calciatore cipriota
- 3 novembre - Vincent Franklin, attore britannico
- 3 novembre - Francesco Gallo, politico italiano
- 3 novembre - Gil Baiano, ex calciatore brasiliano
- 3 novembre - José Miguel Minhonha, ex calciatore angolano
- 3 novembre - Gervas John Mwasikwabhila Nyaisonga, arcivescovo cattolico tanzaniano
- 3 novembre - Julio Rodríguez, ex cestista argentino
- 3 novembre - Massimo Savarese, ex arbitro di pallanuoto italiano
- 3 novembre - Paolo Valente, scrittore e giornalista italiano
- 3 novembre - Isa B, conduttrice televisiva italiana
- 4 novembre - Alessandro Fantini, clarinettista italiano
- 4 novembre - Daniele Gaglianone, regista, sceneggiatore e direttore della fotografia italiano
- 4 novembre - Jonny Kennedy, britannico († 2003)
- 4 novembre - Irmão Lázaro, cantautore, compositore e politico brasiliano († 2021)
- 4 novembre - Goran Rađenović, ex pallanuotista jugoslavo
- 4 novembre - Marinella Soldi, dirigente d'azienda italiana
- 5 novembre - Ahn Byeong-ki, regista, produttore cinematografico e sceneggiatore sudcoreano
- 5 novembre - Dario Bottaro, ex ciclista su strada italiano
- 5 novembre - Nicola Calandrini, politico italiano
- 5 novembre - Pavol Gostic, ex calciatore slovacco
- 5 novembre - Alexander Graf Lambsdorff, politico e diplomatico tedesco
- 5 novembre - Urmas Kirs, allenatore di calcio e ex calciatore estone
- 5 novembre - Fernando Mendes, ex calciatore portoghese
- 5 novembre - Nayim, allenatore di calcio e ex calciatore spagnolo
- 5 novembre - Van Williams, batterista statunitense
- 6 novembre - Andrea Chiesi, pittore, disegnatore e docente italiano
- 6 novembre - Peter DeLuise, attore, regista e produttore televisivo statunitense
- 6 novembre - Paolo Galeazzi, arrangiatore, compositore e produttore discografico italiano
- 6 novembre - Paul Gilbert, chitarrista statunitense
- 6 novembre - Giovanni Guidelli, attore italiano
- 6 novembre - Luigi Lacquaniti, politico italiano
- 6 novembre - Laurent Lafforgue, matematico francese
- 6 novembre - Marcelo Djian, ex calciatore brasiliano
- 6 novembre - Elizabeth Price, artista britannica
- 6 novembre - Ingo Spelly, ex canoista tedesco
- 6 novembre - Edison Suárez, ex calciatore uruguaiano
- 7 novembre - Marco Baldi, ex cestista e dirigente sportivo italiano
- 7 novembre - Roberto Cappellacci, allenatore di calcio e ex calciatore italiano
- 7 novembre - Piotr Czachowski, ex calciatore polacco
- 7 novembre - Jonathan Kaplan, ex arbitro di rugby a 15 sudafricano
- 7 novembre - Aaron Korsh, produttore televisivo e scrittore statunitense
- 7 novembre - Susie Lee, politica statunitense
- 8 novembre - Carlos Jorge, ex calciatore portoghese
- 8 novembre - Bradley Gregg, attore statunitense
- 8 novembre - Marco Pontecorvo, direttore della fotografia e regista italiano
- 8 novembre - Gordon Ramsay, cuoco, personaggio televisivo e imprenditore britannico
- 8 novembre - Gustavo Sánchez Parra, attore messicano
- 9 novembre - Paule Constable, britannica
- 9 novembre - Dainis Ozols, ex ciclista su strada lettone
- 10 novembre - Jonas Åkerlund, regista e batterista svedese
- 10 novembre - Abdulrahman Al-Haddad, ex calciatore emiratino
- 10 novembre - Shimon Amsalem, ex cestista israeliano
- 10 novembre - Vanessa Angel, attrice e modella britannica
- 10 novembre - Rémy Belvaux, attore, regista e produttore cinematografico belga († 2006)
- 10 novembre - Henry Charles, ex giocatore di calcio a 5 zimbabwese
- 10 novembre - Bill DeMott, ex wrestler statunitense
- 10 novembre - Andrzej Głąb, ex lottatore polacco
- 10 novembre - Steve Mackey, bassista e produttore discografico britannico († 2023)
- 10 novembre - Carole Martinez, scrittrice francese
- 10 novembre - Armando Queirós Manuel, ex calciatore angolano
- 10 novembre - Sergej Sergeev, ex rugbista a 15 russo
- 10 novembre - Gianfranco Serioli, allenatore di calcio e ex calciatore italiano
- 10 novembre - Mark Vande Hei, astronauta statunitense
- 11 novembre - Benedicta Boccoli, attrice, showgirl e conduttrice radiofonica italiana
- 11 novembre - Alessandro Castagna, allenatore di calcio e ex calciatore italiano
- 11 novembre - Alison Doody, attrice e modella irlandese
- 11 novembre - Paul Kinnaird, ex calciatore scozzese
- 11 novembre - Mihnea Motoc, diplomatico e politico rumeno
- 11 novembre - Peaches, compositrice, cantante e produttrice discografica canadese
- 11 novembre - Serena Pellegrino, architetto e politica italiana
- 11 novembre - Hubert Schösser, ex bobbista austriaco
- 12 novembre - Joseph Allon, ex calciatore inglese
- 12 novembre - Gisella Cozzo, cantautrice australiana
- 12 novembre - Andrej Dundukov, ex combinatista nordico sovietico
- 12 novembre - Ade Mafe, ex velocista britannico
- 12 novembre - Andrzej Majewski, scrittore, fotografo e sceneggiatore polacco
- 12 novembre - Anette Norberg, giocatrice di curling svedese
- 12 novembre - Andy Thorn, allenatore di calcio e ex calciatore inglese
- 12 novembre - Jeff Zients, dirigente d'azienda, funzionario e politico statunitense
- 13 novembre - Carlos Cavaco Correia, ex calciatore portoghese
- 13 novembre - Vito De Palma, politico italiano
- 13 novembre - Paolo Petitti, ex calciatore italiano
- 13 novembre - Rumeal Robinson, ex cestista giamaicano
- 14 novembre - Eric Hill, ex giocatore di football americano statunitense
- 14 novembre - Ronny Levy, allenatore di calcio israeliano
- 14 novembre - Yan Maresz, compositore francese
- 14 novembre - Marit Nissen, attrice e doppiatrice tedesca
- 14 novembre - Roly Paniagua, ex calciatore boliviano
- 14 novembre - Petra Rossner, ex ciclista su strada e pistard tedesca
- 14 novembre - Curt Schilling, ex giocatore di baseball statunitense
- 15 novembre - Drew Ferguson, politico statunitense
- 15 novembre - Cedric Glover, ex cestista statunitense
- 15 novembre - Davor Lasić, allenatore di calcio e ex calciatore croato
- 15 novembre - Liane Moriarty, scrittrice australiana
- 15 novembre - Albert Pahimi Padacké, politico ciadiano
- 15 novembre - Ginny Purdy, ex tennista statunitense
- 15 novembre - Adolfo Sansolini, attivista italiano
- 15 novembre - Rachel True, attrice statunitense
- 15 novembre - Stanisław Ustupski, ex combinatista nordico polacco
- 16 novembre - Joey Cape, cantante statunitense
- 16 novembre - Roberta Invernizzi, soprano italiano
- 16 novembre - Nikolaj Lebedev, regista e sceneggiatore russo
- 16 novembre - Christian Lorenz, musicista e tastierista tedesco
- 16 novembre - Masonna, musicista e compositore giapponese
- 16 novembre - Dean McDermott, attore canadese
- 16 novembre - Dan Nowosielski, ex schermidore canadese
- 16 novembre - Franco Rotella, calciatore italiano († 2009)
- 16 novembre - Uwe Scherr, dirigente sportivo, allenatore di calcio e ex calciatore tedesco
- 16 novembre - Tahir Shah, scrittore e esploratore britannico
- 17 novembre - Ed Brubaker, fumettista e sceneggiatore statunitense
- 17 novembre - Jeff Buckley, cantautore e chitarrista statunitense († 1997)
- 17 novembre - Kate Ceberano, cantante e personaggio televisivo australiana
- 17 novembre - Oleg Cekov, generale russo
- 17 novembre - Alessandra Celentano, ex ballerina e coreografa italiana
- 17 novembre - Mario Chiesa, dirigente sportivo e ex ciclista su strada italiano
- 17 novembre - Richard Fortus, chitarrista statunitense
- 17 novembre - Daisy Fuentes, conduttrice televisiva e modella cubana
- 17 novembre - Ranko Jakovljević, allenatore di calcio bosniaco
- 17 novembre - Sophie Marceau, attrice, regista e sceneggiatrice francese
- 17 novembre - Subkhiddin Mohd Salleh, ex arbitro di calcio malese
- 17 novembre - Nuno Gomes Nabiam, politico guineense
- 18 novembre - Jorge Camacho, scrittore e esperantista spagnolo
- 18 novembre - Jean Driscoll, atleta paralimpica statunitense
- 18 novembre - Brett Dutton, ex pistard australiano
- 18 novembre - Rudy Giovannini, cantante e tenore italiano
- 18 novembre - Andreas Hansen, ex calciatore faroese
- 18 novembre - Thomas Huber, arrampicatore e alpinista tedesco
- 18 novembre - Mayumi Kuroda, ex cestista giapponese
- 18 novembre - LaVonna Martin, ex ostacolista statunitense
- 18 novembre - Marusha, disc jockey e cantante tedesca
- 18 novembre - Carla Menaldo, giornalista e scrittrice italiana
- 18 novembre - Zoran Savić, ex cestista e dirigente sportivo jugoslavo
- 18 novembre - Fausto Maria Sciarappa, attore e produttore cinematografico italiano
- 18 novembre - Tetsuya Takahashi, autore di videogiochi giapponese
- 19 novembre - Dominique Arnould, dirigente sportivo, ex ciclocrossista e ciclista su strada francese
- 19 novembre - Wolfgang Bodison, attore statunitense
- 19 novembre - Shmuley Boteach, rabbino, scrittore e teologo statunitense
- 19 novembre - Lorenzo De Pretto, illustratore, fumettista e regista italiano
- 19 novembre - Gail Devers, ex ostacolista e velocista statunitense
- 19 novembre - Luca Intoppa, attore e dialoghista italiano
- 19 novembre - Jason Scott Lee, attore statunitense
- 19 novembre - Shade Munro, rugbista a 15 e allenatore di rugby a 15 britannico
- 19 novembre - Gary Oliver, attore britannico
- 19 novembre - Fabio Rizzi, politico italiano
- 19 novembre - Hans Zollner, religioso, teologo e psicologo tedesco
- 20 novembre - Pierpaolo Bisoli, allenatore di calcio e ex calciatore italiano
- 20 novembre - Neil Broad, ex tennista sudafricano
- 20 novembre - Kevin Gilbert, cantautore e musicista statunitense († 1996)
- 20 novembre - Terry Lovejoy, informatico australiano
- 20 novembre - Viktorija Luk"janec', cantante lirica ucraina
- 20 novembre - Nestor Saied, attore e regista argentino
- 20 novembre - Štefan Svitek, ex cestista e allenatore di pallacanestro slovacco
- 20 novembre - Jill Thompson, fumettista e scrittrice statunitense
- 21 novembre - Troy Aikman, ex giocatore di football americano statunitense
- 21 novembre - Oleksandr Bahač, ex pesista ucraino
- 21 novembre - Evgenij Il'gizovič Bareev, scacchista russo
- 21 novembre - Luis Fernando Bohórquez, attore colombiano
- 21 novembre - Éric Caravaca, attore e regista francese
- 21 novembre - Alberto Gazale, baritono italiano
- 21 novembre - Cristiano Godano, cantautore, chitarrista e scrittore italiano
- 21 novembre - Lorenzo Guerini, politico italiano
- 21 novembre - Thanasīs Kolitsidakīs, allenatore di calcio e ex calciatore greco
- 21 novembre - Tom Ricketts, ex giocatore di football americano statunitense
- 21 novembre - Elisabetta Scano, soprano italiano
- 21 novembre - Giuseppe Scopelliti, ex politico italiano
- 21 novembre - Benny Mario Travas, arcivescovo cattolico pakistano
- 21 novembre - Peter Vermes, allenatore di calcio, ex calciatore e ex giocatore di calcio a 5 statunitense
- 22 novembre - Anne Brochet, attrice, regista teatrale e scrittrice francese
- 22 novembre - Véronique Claudel, ex biatleta francese
- 22 novembre - Charlie Colin, musicista e bassista statunitense († 2024)
- 22 novembre - Salvatore Criscione, ex ciclista su strada italiano
- 22 novembre - Ed Ferrara, sceneggiatore e ex wrestler statunitense
- 22 novembre - Dzintars Jaunzems, ex cestista lettone
- 22 novembre - Orlando Jorge Mera, politico dominicano († 2022)
- 22 novembre - Emmanuel Karagiannis, ex calciatore belga
- 22 novembre - Nadežda Marilova, ex cestista russa
- 22 novembre - Luca Raimondi, vescovo cattolico italiano
- 22 novembre - Maricarmen Regueiro, attrice venezuelana
- 22 novembre - Nicholas Rowe, attore britannico
- 22 novembre - Dmitrij Rybolovlev, imprenditore e dirigente sportivo russo
- 22 novembre - Richard Stanley, regista e sceneggiatore sudafricano
- 22 novembre - Satoshi Tomiie, disc jockey e produttore discografico giapponese
- 22 novembre - Michael Kenneth Williams, attore statunitense († 2021)
- 23 novembre - Vincent Cassel, attore, produttore cinematografico e doppiatore francese
- 23 novembre - Kevin Gallacher, ex calciatore scozzese
- 23 novembre - Michelle Gomez, attrice britannica
- 23 novembre - Koby Israelite, polistrumentista, compositore e produttore discografico israeliano
- 23 novembre - Kim Young-hyun, sceneggiatrice sudcoreana
- 23 novembre - Giuseppe Paolin, politico italiano
- 23 novembre - Antonia Salzano, scrittrice italiana
- 23 novembre - Jamal Taha, allenatore di calcio e ex calciatore egiziano
- 23 novembre - Markku Uusipaavalniemi, giocatore di curling finlandese
- 23 novembre - Russell Watson, tenore inglese
- 24 novembre - Delphyne Burlet, ex biatleta francese
- 24 novembre - Fabrizio Curcio, dirigente pubblico e vigile del fuoco italiano
- 24 novembre - Ledell Eackles, ex cestista e allenatore di pallacanestro statunitense
- 24 novembre - Romeo Haxhiaj, ex calciatore albanese
- 24 novembre - Isabelle Renauld, attrice francese
- 24 novembre - Daniel López, giocatore di biliardo argentino
- 24 novembre - Børre Meinseth, ex calciatore norvegese
- 24 novembre - Merav Michaeli, politica, giornalista e attivista israeliana
- 24 novembre - Chris Morgan, sceneggiatore e produttore cinematografico statunitense
- 24 novembre - Katia Noventa, giornalista, conduttrice televisiva e ex modella italiana
- 24 novembre - Leo Refalo, ex calciatore maltese
- 25 novembre - Tim Armstrong, cantante e chitarrista statunitense
- 25 novembre - Billy Burke, attore statunitense
- 25 novembre - Stacy Lattisaw, cantante statunitense
- 25 novembre - Kenny Payne, ex cestista e allenatore di pallacanestro statunitense
- 25 novembre - Egle Sommacal, chitarrista italiano
- 26 novembre - Kristin Bauer van Straten, attrice statunitense
- 26 novembre - Garcelle Beauvais, attrice e modella haitiana
- 26 novembre - Jay Berger, allenatore di tennis e ex tennista statunitense
- 26 novembre - Marco Braida, ex nuotatore italiano
- 26 novembre - Cristina Mittermeier, fotografa, ambientalista e biologa messicana
- 26 novembre - Oliver Künzi, ex sciatore alpino svizzero
- 26 novembre - Brian Lee, ex wrestler statunitense
- 26 novembre - Olena Matvjejeva, ex cestista ucraina
- 26 novembre - Katja Nass, schermitrice tedesca
- 26 novembre - Sue Wicks, ex cestista e allenatrice di pallacanestro statunitense
- 26 novembre - Ivan Čakărov, sollevatore bulgaro
- 27 novembre - Dean Garrett, ex cestista e allenatore di pallacanestro statunitense
- 27 novembre - Vladimir Gudelj, dirigente sportivo e ex calciatore bosniaco
- 27 novembre - Edward Hall, regista teatrale e direttore artistico britannico
- 27 novembre - Thomas Hoßmang, allenatore di calcio e ex calciatore tedesco
- 27 novembre - Adam Levy, chitarrista statunitense
- 27 novembre - Mark Spoon, disc jockey tedesco († 2006)
- 27 novembre - Andy Merrill, sceneggiatore e doppiatore statunitense
- 27 novembre - Goran Stevanović, allenatore di calcio e ex calciatore serbo
- 27 novembre - Saro Tribastone, compositore e chitarrista italiano
- 28 novembre - Tamayo Akiyama, fumettista e illustratrice giapponese
- 28 novembre - Andrea Gruber, soprano statunitense
- 28 novembre - Chris Jacobs, politico statunitense
- 28 novembre - Kōji Mori, fumettista giapponese
- 28 novembre - Giuseppe Palombo, militare italiano († 2004)
- 28 novembre - Sergio Ruzzier, illustratore, scrittore e traduttore italiano
- 28 novembre - Leif Rune Salte, ex calciatore norvegese
- 28 novembre - Scott Sunderland, ex ciclista su strada e dirigente sportivo australiano
- 29 novembre - Eugenio Maria Bortolini, drammaturgo, regista e attore italiano
- 29 novembre - Vangjush Dako, ingegnere e politico albanese
- 29 novembre - Enrico Ghedi, tastierista, cantante e arrangiatore italiano
- 29 novembre - John Layfield, ex wrestler e imprenditore statunitense
- 29 novembre - Clarence Maclin, attore, sceneggiatore e produttore cinematografico statunitense
- 29 novembre - Evgenij Vital'evič Mironov, attore russo
- 29 novembre - Garen Nazarian, diplomatico armeno
- 29 novembre - Antonio Terracciano, dirigente sportivo, ex calciatore e allenatore di calcio italiano
- 30 novembre - Lenny Abrahamson, regista e sceneggiatore irlandese
- 30 novembre - Nigel Adams, politico britannico
- 30 novembre - Mahir Əliyev, ex calciatore azero
- 30 novembre - David Berkoff, ex nuotatore statunitense
- 30 novembre - Philippe Bozon, allenatore di hockey su ghiaccio e ex hockeista su ghiaccio francese
- 30 novembre - Andrea Ge, batterista italiano
- 30 novembre - Kim Kielsen, politico groenlandese
- 30 novembre - Kipkemboi Kimeli, mezzofondista e maratoneta keniota († 2010)
- 30 novembre - Kent Kinnear, ex tennista statunitense
- 30 novembre - David Nicholls, scrittore, sceneggiatore e autore televisivo britannico
- 30 novembre - Mika Salo, ex pilota automobilistico finlandese
- 30 novembre - Claudio Zuliani, giornalista e telecronista sportivo italiano